# Aldo Valle
Aldo Valle, né le 12 novembre 1955 à Tiltil, est un avocat, universitaire et homme politique chilien. Il est ministre de la Science, de la Technologie et de l'Innovation depuis le 22 juillet 2025.
Membre du Parti socialiste pendant l'Unité populaire, il entre en clandestinité politique avant de reprendre ses études. Pendant le retour à la démocratie au Chili, il participe à la création du PPD et mène la campagne du Non au référendum de 1988.
Professeur et recteur entre les années 1990 et 2020, il revient à la vie politique lors des élections régionales de 2021, avant d'être élu membre de l'Assemblée constituante en 2023 et ministre en 2025.

## Biographie

### Naissance et études
Aldo Valle est né le 12 novembre 1955 à Tiltil. Il passe sa jeunesse dans la commune de La Cruz, province de Quillota. Il étudie dans le lycée de Quillota et au lycée Eduardo de la Barra de Valparaíso.
Il entre à l'Université de Valparaíso pour étudier le droit, dont il sort diplômé. Il obtient son diplôme d'avocat le 25 avril 1983. Il obtient ensuite une maîtrise en philosophie des sciences dans la même université, et un doctorat en droit public et philosophie du droit de l'Université autonome de Madrid.

### Militant au Parti socialiste pendant l'Unité populaire
Durant son adolescence, il est profondément religieux ; il participe à l'Action catholique et est fortement influencé par le message social du concile Vatican II. Cependant, il s'intéresse également à la vie politique et au socialisme. À 16 ans, pendant l'Unité populaire, il se présente au siège du Comité régional du Parti socialiste, rue Almirante Montt, à Valparaíso et adhère au Parti socialiste.
Au sein du parti, il incarne l'aile modéré pendant le gouvernement de Salvador Allende. Il s'oppose à une radicalisation de l'Unité populaire, même s'il considère Allende comme « légendaire ».

### Clandestinité pendant la dictature militaire et retour à la vie universitaire
Pendant la dictature militaire, il entre en clandestinité politique et reste membre de la Jeunesse socialiste dans la région de Valparaíso et était également membre du Comité régional du Parti socialiste.
En 1975, toujours pendant la dictature militaire, il reprend son parcours universitaire pour poursuivre sa thèse et quitte la présidence de la Jeunesse socialiste de la région de Valparaíso.

### Fondateur du PPD et professeur puis recteur d'université
En 1988, il est l'un des membres fondateurs du Parti pour la démocratie et mène la campagne du Non au référendum chilien de 1988. Il est également président régional du PPD dans la région de Valparaíso.
En 1992, il quitte le PPD et la vie politique. Il a été professeur à l'Université de Valparaíso et à l'Université Diego Portales. Il est successivement secrétaire général (1996-1998), doyen de la Faculté de droit (2017-2018) et recteur à partir de 2008. Il est réélu dans ses fonctions en 2012 et 2016.
En 2012, il a été nommé président du Consortium des universités d'État du Chili. En juillet 2020, il a quitté son poste de recteur de l'Université de Valparaíso. 

### Retour à la vie politique

#### Candidat aux régionales de Valparaíso en 2021, investi par le PPD
Quelques mois après son départ de sa fonction de recteur de l'Université de Valparaíso, Aldo Valle est candidat lors de la primaire des gouverneurs régionaux de l'unité constituante de 2020 (es) afin d'être nommé candidat pour être élu en tant que gouverneur de la région de Valparaíso, investi par son ancien parti avant de se retirer de la vie politique dans les années 1990, le Parti pour la démocratie.
A l'issue de l'élection, il est élu avec 11 396 voix, c'est-à-dire 51,94% des voix. Il devance de quelques voix son concurrent du Parti démocrate-chrétien chilien lors de la primaire.
Lors de élections gouvernorales d'avril 2021, il termine à la troisième place avec 136 436 voix (19,99%), derrière les candidats de Chile Vamos et le gouverneur élu Rodrigo Mundaca (es), du Front large.

#### Membre de l'Assemblée constituante de 2023, proche du PS
Lors des élections constituantes de 2023, Aldo Valle est investi dans la région de Valparaíso, en tant qu'indépendant soutenu par le PS et la coalition d'Unité pour le Chili. Il est élu Conseiller constitutionnel avec 68 564 voix (6.37%).
Le 7 juin 2023, lors de la séance inaugurale, il est élu Vice-président de l'Assemblée constituante. Il est membre de la Commission des droits économiques, sociaux, culturels et environnementaux.

#### Campagne de Carolina Tohá à Valparaíso et ministre des Sciences de Gabriel Boric
Entre mars et juin 2025, il est le coordinateur de la campagne de Carolina Tohá, la candidate du centre gauche, dans la région de Valparaíso pendant la primaire présidentielle d'Unité pour le Chili de 2025.
Le 22 juillet 2025, il est nommé ministre de la Science, de la Technologie, de la Connaissance et de l'Innovation dans le gouvernement de Gabriel Boric. Il succède à Aisén Etcheverry (es). En tant qu'indépendant proche du Parti socialiste, sa nomination est félicitée par le parti, qui salue la nomination d'un « camarade ».